# Versailles (Illinois)
Versailles ist ein Village im Brown County im Westen des US-amerikanischen Bundesstaates Illinois. Das U.S. Census Bureau hat bei der Volkszählung 2020 eine Einwohnerzahl von 446 ermittelt.

## Geografie
Der Ort erstreckt sich über eine Fläche von 2,3 km², die fast ausschließlich aus Landfläche besteht.
Versailles liegt 11 km westlich des Illinois River und 72 km östlich des Mississippi River, der die Grenze zu Missouri bildet.
Durch die Ortschaft führt die Illinois State Route 99, in die im Ort einige untergeordnete Straßen einmünden.
Illinois’ Hauptstadt Springfield liegt 103 km im Osten, St. Louis 177 km im Süden, Kansas City 428 km im Westen, die Quad Cities 207 km und Chicago 395 km im Nordosten.

## Demografische Daten
Bei der Volkszählung im Jahre 2000 wurde eine Einwohnerzahl von 567 ermittelt. Diese verteilten sich auf 241 Haushalte in 156 Familien. Die Bevölkerungsdichte lag bei 238,0/km². Es gab 259 Gebäude, was einer Bebauungsdichte von 108,7/km² entsprach.
Die Bevölkerung bestand im Jahre 2000 aus 99,65 % Weißen und 0,35 % anderen.
24,7 % waren unter 18 Jahren, 9,3 % zwischen 18 und 24, 24,5 % von 25 bis 44, 25,4 % von 45 bis 64 und 16,0 % 65 und älter. Das durchschnittliche Alter lag bei 40 Jahren. Auf 100 Frauen kamen statistisch 96,9 Männer, bei den über 18-Jährigen 91,5.
Das durchschnittliche Einkommen pro Haushalt betrug $32.813, das durchschnittliche Familieneinkommen $42.083. Das Einkommen der Männer lag durchschnittlich bei $31.000, das der Frauen bei $26.250. Das Pro-Kopf-Einkommen belief sich auf $14.876. Rund 12,2 % der Familien und 12,5 % der Gesamtbevölkerung lagen mit ihrem Einkommen unter der Armutsgrenze.